# Djamel Lifa
Djamel Lifa est un boxeur français né le 1er mars 1969 à Aix-en-Provence.

## Carrière sportive
Il est médaillé de bronze aux championnats d'Europe de Göteborg en 1991 et participe aux Jeux olympiques d'été de 1992. 
Au niveau national, il est champion de France de boxe amateur dans la catégorie des poids plumes en 1989 et 1990.puis 10 fois champion de France professionnelle en super plumes et légers de 1994 a 2001 et 3 fois champion d'Europe de 1997 a 1998
Il prend sa retraite sportive en 2002.
Il est nommé chevalier de l'Ordre national du Mérite par décret du 13 mai 2011.
il donne des cours de boxe anglaise au gymnase de Grans 